# Automotive SPICE
Automotive SPICE簡稱ASPICE，是ISO/IEC 15504（SPICE）國際標準在車用領域下的修改版本。其目的是為了評估汽車產業中，電子控制器供應商開發的流程，最新版本是4.0版，在2023年12月15日發佈。
德國汽車工業協會（VDA）負責管理Automotive SPICE在美國、歐盟及瑞士的品牌。
Automotive SPICE是在2001年由AUTOSIG（Automotive Special Interest Group）所發展，其中包括了國車廠奥迪、BMW、戴姆勒、保时捷及大众汽车，也包括了像菲亚特汽车、福特汽车、捷豹、路虎及沃尔沃集团等廠商，以及SPICE用戶組。
在3.1版中，ISO/IEC 33020: 2015（以前稱為ISO/IEC 15504）的要求也應用在Automotive SPICE相容性的評估中，包括整個評估流程中，領先評估者的競爭力、輸入文件的產生、要進行的活動、輸出文件的產生以及文件的完整性。領先評估者要進行的合格評估可以用認證來達到。在德語系國家有二種認證的架構。
- INTACS（德语：INTACS） (International Assessor Certification Scheme),
- IntRSA（International Registration Scheme for Assessors）

德國車廠奥迪、BMW、戴姆勒、保时捷及大众汽车曾組成了HIS（Herstellerinitiative Software），針對對應評估過程的最小範圍（HIS Scope）進行討論。自2007年1月起，HIS的成員只接受供應商的Automotive SPICE評估。2018年時已將HIS Scope改名為VDA Scope。
VDA的合作夥伴是iNTACS eV，此機構也發展了同名稱的評估訓練。iNTACS架構符合HIS及ISO/IEC 15504-2的認證要求。Automotive SPICE的文件以往只是英文版。VDA在2008年11月發表了Automotive SPICE官方版本的德國翻譯。VDA建議成員用Automotive SPICE來評估軟體開發的流程。
針對機械工程的SPICE（SPICE for Mechanical Engineering、ME-SPICE）是由Automotive SPICE延伸的概念。過程評估模型（PAM）發表ME-SPICE的目的是為了評估機械系統的開發流程，或是機械系統中機械元件的開發流程。
針對網路安全的Automotive SPICE for Cybersecurity已在2021年發佈第1版。

## 外部連結
- Offizielle Automotive SPICE-Webseite（页面存档备份，存于） （Automotive SPICE官方網站）
- Automotive SPICE® Process Reference Model / Process Assessment Model Version 3.1（页面存档备份，存于） (HTML版本，德文）
- Download Automotive SPICE v.3.1 (PDF; 1,18 MB)（页面存档备份，存于）
- Unterlagen und Materialien zur neuen Automotive SPICE Version 3.0（页面存档备份，存于）
- Download Mechanical SPICE V1.6（页面存档备份，存于） （可以免費下載，不需要註冊）